# Acacia sertiformis
Acacia sertiformis är en ärtväxtart som beskrevs av Allan Cunningham. Acacia sertiformis ingår i släktet akacior, och familjen ärtväxter. Inga underarter finns listade i Catalogue of Life.